# Velm (Gemeinde Velm-Götzendorf)
Velm ist eine Katastralgemeinde der Gemeinde Velm-Götzendorf im Bezirk Gänserndorf in Niederösterreich. Bis 2020 wurde Velm auch als Ortschaft geführt.

## Geografie
Der vom Sulzbach durchflossene Ort, der im Osten an Götzendorf anschließt, wird von der Landesstraße 17 erschlossen.

## Geschichte
Bei Velm konnte eine Kreisgrabenanlage aus der mittleren Jungsteinzeit (ca. 4800 bis ca. 4500 v. Chr.) lokalisiert werden.
Bereits im 12. Jahrhundert schien in Klosterneuburger Urkunden der Ort als Veluren, Veluraren oder Velven auf, was sich auf einen Personennamen bezog. Die nach Schweickhardt gut bestifteten Bauern betrieben Acker- und Weinbau. Laut Adressbuch von Österreich waren im Jahr 1938 in der Ortsgemeinde Velm ein Tierarzt, ein Bäcker, ein Fleischer, zwei Gemischtwarenhändler, ein Glaser, eine Hebamme, ein Mechaniker, ein Müller, zwei Sattler, ein Schlosser, ein Schmied, ein Schneider, ein Schuster, zwei Tischler, ein Wagner und zahllose Landwirte ansässig.